# Inegalitatea lui Abel
În algebra liniară, inegalitatea lui Abel, care poartă numele matematicianului Niels Henrik Abel, oferă limitele între care poate varia produsul scalar a doi vectori și aceasta într-un caz special.

Fie {fn} un șir de numere reale astfel încât fn ≥ fn+1 > 0  pentru n = 1, 2, …, și fie {an} un șir de numere reale sau numere complexe. Atunci:
{\displaystyle \left|\sum _{n=1}^{m}a_{n}f_{n}\right|\leq A_{m}f_{1},}
unde
{\displaystyle A_{m}=\operatorname {max} \left\lbrace |a_{1}|,|a_{1}+a_{2}|,\dots ,|a_{1}+a_{2}+\cdots +a_{m}|\right\rbrace .}

Inegalitatea este valabilă și pentru serii infinite, unde {\displaystyle m\rightarrow \infty }, dacă {\displaystyle \lim _{m\rightarrow \infty }A_{m}\ } există.